# Замок Баллилоган
Замок Баллилоган (англ. Ballyloughan Castle, ирл. Baile an Loch Án) — один из замков Ирландии, расположенный в графстве Карлоу, близ одноименного селения Баллилоган, возле селения Багеналстоун. Замок башенного типа, построен в норманнском стиле, представляет собой две башни-близнеца, соединённые стенами и пристройками. Ранее на первом этаже был большой зал с большим камином. Сохранились остатки винтовых лестниц. Замок построен около 1300 года. Ныне замок Баллилоган является памятником истории и архитектуры Ирландии национального значения.

## История
Замок Баллилоган построен лордом англо-норманнского происхождения около 1300 года, возможно раньше — в конце XIII века для защиты своих владений от ирландского клана Кавана, который собирался вернуть себе свои исконные земли. Ранняя история замка Баллилоган утрачена. Ранее замок был окружён глубоким рвом, через который был мост. Была также дополнительная стена. Возле замка сохранялись руины дома XVII века. Этот дом, как и замок, построен из дикого камня местного происхождения. В XIV веке ирландский клан отвоевал свои земли и взял замок под свой контроль. Долгое время клан Кавана и его вожди владели этим замком. В XVI веке замком владел вождь клана Кавана Донох — вождь самой сильной септы Донох клану Кавана. Потом в том же столетии замок перешёл в руки феодалов Багенал из замка Багеналстоун. В 1641 году вспыхнуло восстание за независимость Ирландии. Владетели замка Баллилоган — семья Багенал поддержала восстание и над замком поднялся флаг Ирландской конфедерации. Замок был взят штурмом войсками Оливера Кромвеля. После жестокого подавления восстания Оливер Кромвель конфисковал замок и передал его семье Бевчамп. Однако эта семья в том же XVII веке построила себе новую резиденцию, и замок не обновляла, никогда в нём не жила. Замок был покинут и постепенно превращался в руины. Много камней из замка разбирались для строительства другого жилья. Но в 1725 году Элеонора Бевчапм частично обновила замок и сделала его своей резиденцией. Она вышла замуж за Волтера Багенала из Данлекни — породнились два древних рода, которые в разное время владели этим замком. В XIX веке землями и замком Баллилоган владела семья Бруэн.
В настоящее время замок стоит на частной земле, доступ к нему ограничен. В 1955 году проводились раскопки в замке и возле него, выявившие различные артефакты времён Средневековья и следы разных элементов замка, которые до наших дней не сохранились.
К западу от замка прежде было озеро — ныне исчезло, но остатки болотной растительности указывают на его местонахождение. От этого озера замок и получил своё имя: ирландское название замка было Байле-ан-Лох-Ан (ирл. Baile an Loch Án). Название переводится как «Город возле озера Ан». Ров у замка наполнялся водой из этого озера.
В XVIII веке руины замка изобразил художник Гросс. В то время замок уже был в руинах. Хоть на рисунке присутствует большая часть стен и сооружений, есть три дымохода (сохранились остатки лишь одного). Идея реставрации замка до сих пор не реализована.